# Male Sa'u

a Compétitions nationales et continentales officielles uniquement.

b Matchs officiels uniquement.
Dernière mise à jour le 18 juin 2024.
Male Sa'u, né le 13 octobre 1987 à Auckland (Nouvelle-Zélande), est un joueur de rugby à XV international japonais évoluant essentiellement au poste de centre. Il mesure 1,83 m pour 98 kg.

## Carrière

### En club
Male Sa'u a fait ses débuts professionnels avec la province des Counties Manukau en NPC en 2006. Il y évolue deux saisons, jouant dix-huit rencontres et marque deux essais.
Il quitte ensuite son pays natal pour rejoindre le championnat japonais et le club des Yamaha Júbilo en 2008. Avec ce club il dispute huit saisons et s'impose petit à petit comme un meilleur centre du championnat.
Il rejoint en 2014 la franchise australienne des Melbourne Rebels en Super Rugby, ce qui ne l'empêche pas de continuer à jouer en Top League car les championnats n'ont pas lieux à la même période. 
Il rate cependant la saison suivante, dans le but de récupérer d'une blessure et lui permettre ainsi de participer à la Coupe du monde
En 2016, il rejoint la franchise néo-zélandaise des Blues pour une saison. Il dispute onze rencontres avec la franchise basée à Auckland.
En 2018, après dix ans aux Yamaha Júbilo, et change de club pour rejoindre les Toyota Verblitz dans le même championnat. Il joue son centième match de Top League en septembre de la même année. Il quitte le club en 2023, après cinq saisons disputées, et met un terme à sa carrière de joueur,.

### En équipe nationale
Male Sa'u représente l'équipe de Nouvelle-Zélande des moins de 19 ans (en) en 2006, puis les moins de 21 ans (en) en 2007,.
Après avoir joué trois années dans le championnat japonais, il devient sélectionnable en 2013. Il est de ce fait sélectionné par Eddie Jones pour participer au Tournoi asiatique des Cinq Nations.
Male Sa'u obtient sa première cape internationale avec l'équipe du Japon le 20 avril 2013 à l’occasion d’un match contre l'équipe des Philippines à Fukuoka.
Il fait partie du groupe japonais sélectionné pour participer à la coupe du monde 2015 en Angleterre. Il dispute quatre matchs contre l'Afrique du Sud, l'Écosse, et les Samoa.

## Palmarès

### En club
- Vainqueur du All Japan Championship en 2015 avec Yamaha Júbilo.

### En équipe nationale
- 27 sélections avec le Japon entre 2013 et 2016.
- 40 points (8 essais)

- Participation à la Coupe du monde 2015 (4 matchs).
- Vainqueur du Tournoi asiatique des Cinq Nations en 2013 et 2014.